# SKIP-Argumente
Bei den SKIP-Argumenten handelt es sich um vier Argumente, die zur Begründung dafür angeführt werden, warum das Leben von Embryonen schützenswert sei. Der Ausdruck „SKIP“ ist ein Akronym und setzt sich aus den Anfangsbuchstaben der Begriffe der vier Argumente zusammen. Bei den in Frage stehenden Argumenten handelt es sich um das Speziesargument, das Kontinuumsargument, das Identitätsargument und das Potentialitätsargument.
Im Kontext der SKIP-Argumente wird die Frage nach einem unabwägbaren Recht auf Leben meist an den Begriff der Würde gebunden. Von Philosophen mit präferenzutilitaristischem Hintergrund wird der Würdebegriff mit dem Personenstatus eines Individuums verknüpft. Hier erhält der Embryo sein unabwägbares Recht auf Leben also durch seinen Status als Person, der ihm gleichsam Würde verleiht. In dieser Tradition spricht man dann von Personenrechten in Anlehnung und Abgrenzung zu Menschenrechten. Alle SKIP-Argumente versuchen auf unterschiedliche Weise zu belegen, dass der menschliche Embryo Würde besitzt und deswegen vor Abtreibung, verbrauchender Forschung (z. B. zu embryonalen Stammzellen) u. ä. geschützt werden muss.
- Das Speziesargument besagt, dass alle Angehörigen der Spezies Homo sapiens Würde haben. Da auch Embryonen der Spezies Mensch angehören, müsse ihr Leben ebenfalls geschützt werden.
- Laut dem Kontinuitätsargument entsprechen den entscheidenden Entwicklungsschritten eines Embryos  (Imprägnation, Syngamie, erstmalige Transkription unabhängig von der mütterlichen RNA, Implantation, Primitivstreifen, Neurulation) keine moralisch begründbaren Wertunterschiede. Dies bedeutet, dass aufgrund seiner kontinuierlichen Entwicklung kein klarer Strich gezogen werden kann, ab wann ein Embryo als schutzbedürftig gilt. Deshalb habe ein Embryo schon zu Beginn seiner Entwicklung Würde. Außerdem seien Zeitpunkt und Begründung der Würde unsicher, so dass die Entscheidung zurückhaltend erfolgen müsse. Würde sei außerdem nicht Folge einer Funktion des menschlichen Körpers. Nur die Einheitlichkeit des Zellverbands, nicht die Zahl und Funktion der Zellen sei entscheidend.[2]
- Dem Identitätsargument zufolge besteht in moralischer Hinsicht eine Identitätsbeziehung zwischen Embryo und der Person, die sich aus ihm entwickeln kann. Da wir gewillt seien, einer Person Würde zuzusprechen, müssen wir aufgrund der Identitätsbeziehung auch dem Embryo Würde zubilligen. R. M. Hare bezieht sich auf die „Goldene Regel“: Wir würden uns nicht wünschen, abgetrieben worden zu sein, deshalb sollten wir dies auch anderen nicht zufügen.[3][4]
- Zuletzt besagt das Potentialitätsargument, dass Embryonen deshalb Würde haben, weil sie das Potential besitzen, sich zu einem Wesen zu entwickeln, das würdeverleihende Eigenschaften trägt.[5]

Die SKIP-Argumente sind in der Medizinethik Teil einer angeregten Debatte um die Frage, inwiefern das Leben von Embryonen schützenswert sei. Alle SKIP-Argumente wurden im Laufe dieser Debatte eingehend, jedoch nicht abschließend kritisiert. Kritisch mit den Argumenten auseinandergesetzt haben sich unter anderen Reinhard Merkel, Gregor Damschen und Dieter Schönecker, Norbert Hoerster, Anton Leist und Peter Singer:
1. Das Speziesargument wird als naturalistischer Fehlschluss kritisiert. Der menschlichen Zygote fehlt die Erlebnisfähigkeit als Grundlage eines subjektiven Rechts auf Leben.[10]
2. Das Kontinuitätsargument wird als unbegründete Behauptung kritisiert. Tatsächlich stufen wir Rechte nach Entwicklungsphasen ab, was etwa bei der Einschränkung der Rechte von Kindern deutlich wird.[11]
3. Das Identitätsargument wird abgelehnt, weil etwas nur mit sich selbst identisch sein könne. Außerdem widersprechen die mögliche Mehrlingsbildung und die DNA als einzige Identitätsbeziehung der Ansicht, es handele sich beim Embryo schon um etwas in sich Identisches. Aus der befruchteten Eizelle geht auch nicht nur der Embryoblast, sondern auch der Trophoblast und daraus die Plazenta hervor, die nach dem Identitätsargument dieselbe Würde haben müssten. Ein geborener Mensch sei außerdem nicht mit der Blastozyste identisch, aus der er hervorgegangen ist. Der Embryoblast sei umgekehrt nicht mit der Zygote identisch.[12]
4. Das Potentialitätsargument wird von Peter Singer mit dem Argument zurückgewiesen, eine Eichel zu zerstören sei nicht gleichbedeutend mit dem Fällen des Baums.[13]